# Ostružiník vzpřímený
Ostružiník vzpřímený (Rubus nessensis) je druh rostliny z čeledi růžovité. Je to poměrně dobře rozpoznatelný druh se vzpřímenými lysými prýty s řídkými drobnými tmavě fialovými ostny. Listy jsou často šesti nebo sedmičetné. Plody jsou tmavě hnědočervené. Druh je rozšířený téměř po celém území České republiky, vyhýbá se teplým nížinám. Celkový areál sahá od Skandinávie a Britských ostrovů po Rusko a Balkán.

## Popis
Ostružiník vzpřímený má zprvu přímé, později na vrcholu převislé, zpravidla nevětvené prýty, dorůstající obvykle výšky 50 až 200 cm. Prýty jsou oblé až tupě hranaté, lysé, s přisedlými žlázkami a řídkými, rovnými, tenkými, nápadně tmavofialovými, jen 1 až 3 (-5) mm dlouhými, stejnotvarými ostny. Stopkaté žlázky chybějí. Listy jsou dlanitě 5četné nebo často rozdělením vrcholového lístku 6 až 7četné, na líci svěže zelené a téměř lysé, na rubu zelené a roztroušeně chlupaté, na zimu opadavé. Dolní lístky jsou téměř přisedlé. Řapík je oblý, po celé délce žlábkatý. Květenství je hroznovité. Květy mají asi 2 cm v průměru. Kališní lístky jsou dlouze zašpičatělé, olysalé, rozestálé nebo nazpět sehnuté, bez ostnů, na okraji plstnatě lemované. Korunní lístky jsou 10 až 15 mm dlouhé, lysé nebo krátce chlupaté. Tyčinky jsou víceméně stejně dlouhé jako gyneceum nebo delší, po odkvětu k pestíkům přikloněné. Kvete poměrně časně, v květnu až červnu. Zralé souplodí je tmavě hnědočervené, lesklé, zpravidla plně vyvinuté.

## Rozšíření
Druh má poměrně rozsáhlý areál s centrem ve střední Evropě. Areál sahá od jižního Norska, Velké Británie a střední Francie po západní Rusko, Rumunsko a Balkán.
Vyskytuje se s různou četností téměř po celém území České republiky v nadmořských výškách od 200 do 1000 metrů. Vyhýbá se bezlesým teplým nížinám. Poměrně málo údajů je ze severozápadních Čech, Krkonoš, Polabí, Českomoravské vrchoviny a jižní Moravy. Vyskytuje se v podrostu světlých lesů, na pasekách, světlinách, lesních lemech a křovinách. Vyhledává kyselé, humózní, vlhké půdy zpravidla na živinami chudých podkladech. Na lokalitách často vytváří porosty.

## Taxonomie
Druh je v rámci rodu Rubus řazen do podrodu Rubus a sekce Rubus. V rámci květeny ČR jsou rozlišovány dva poddruhy. Ostružiník vzpřímený mnohoostný (R. nessensis subsp. scissoides) se od nominátního poddruhu odlišuje hustšími šídlovitými ostny na prýtech, hojnými přisedlými červenými žlázkami, nižším vzrůstem (do 1,5 metru) a hrubším zoubkováním listového okraje. Jeho výskyt je podstatně řidší. Je udáván z Třeboňska a Novohradských hor, vzácně se vyskytuje i na severní Moravě.
Vzácně se vyskytují bezostné formy ostružiníku vzpřímeného nebo formy se zelenými ostny.